# Смілий (Брянська область)
Смілий (рос. Смелый) — селище в Гордієвському районі Брянської області Російської Федерації.
Населення становить 64 особи. Входить до складу муніципального утворення Гордієвське сільське поселення.

## Історія
Розташоване на території української історичної землі Стародубщина.
Від 2005 року входить до складу муніципального утворення Гордієвське сільське поселення.

## Населення
1. Н/Д[2]